# Protubera termitum
Protubera termitum är en svampart som beskrevs av R. Heim 1977. Protubera termitum ingår i släktet Protubera och familjen Phallogastraceae.   Inga underarter finns listade i Catalogue of Life.